# Aleksiej Puszkariow
Aleksiej Siergiejewicz Puszkariow (ros. Алексей Сергеевич Пушкарёв; ur. 4 listopada 1986 w Staroniżestieblijewskiej) – rosyjski bobsleista, olimpijczyk.

## Kariera
Pierwszy sukces w karierze Puszkariow osiągnął 7 grudnia 2013 roku w Park City, kiedy wspólnie z Aleksandrem Kasjanowem, Filippem Jegorowem i Maksimem Bieługinem zajął trzecie miejsce w zawodach Pucharu Świata w czwórkach. W 2014 roku wystartował na igrzyskach olimpijskich w Soczi, gdzie reprezentacja Rosji w składzie: Aleksandr Kasjanow, Maksim Bieługin, Ilwir Chuzin i Aleksiej Puszkariow zajęła czwarte miejsce w czwórkach. W listopadzie 2017 został przez MKOl zdyskwalifikowany za stosowanie dopingu. Był też między innymi siódmy w tej samej konkurencji na rozgrywanych w 2015 roku mistrzostwach świata w Winterbergu.